# Villa Schmitz-Scholl

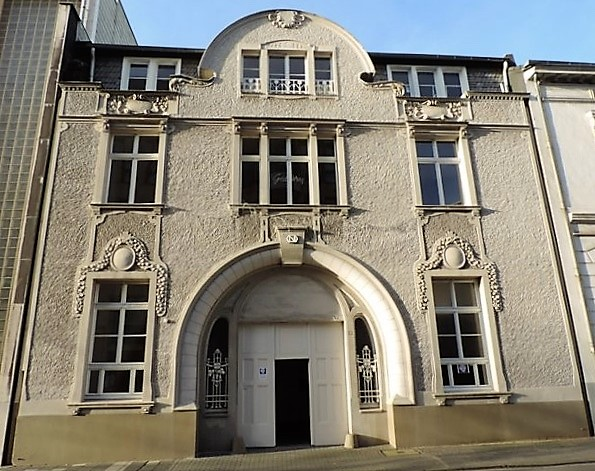
Frontansicht der Villa Schmitz-Scholl, Ruhrstr. 3 in der Ruhrtalstadt Mülheim in Nordrhein-Westfalen

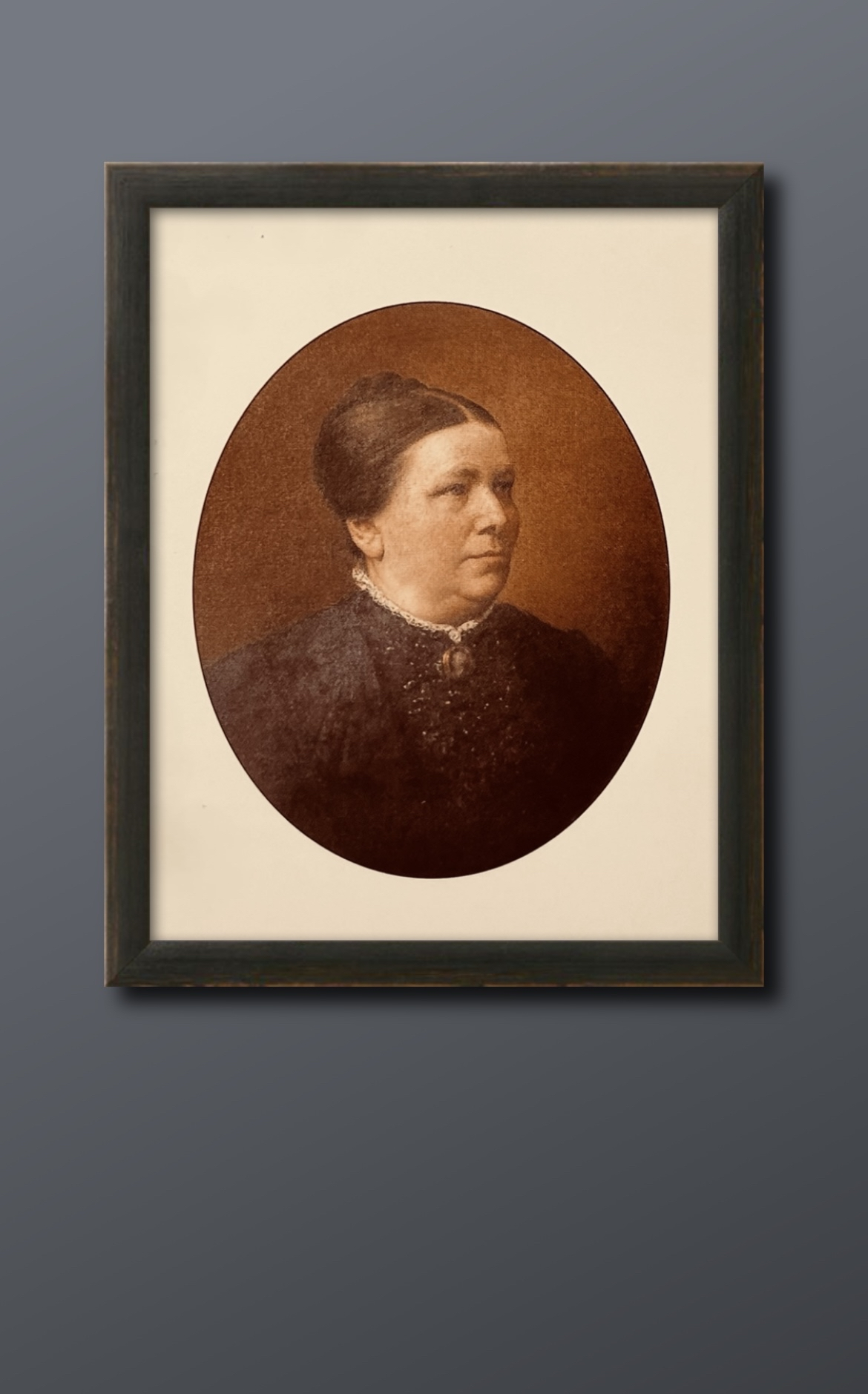
Caroline Wilhelmine Luise Schmitz-Scholl geb.Scholl (1834–1888) Archivfoto Mülheimer Kunstverein KKRR

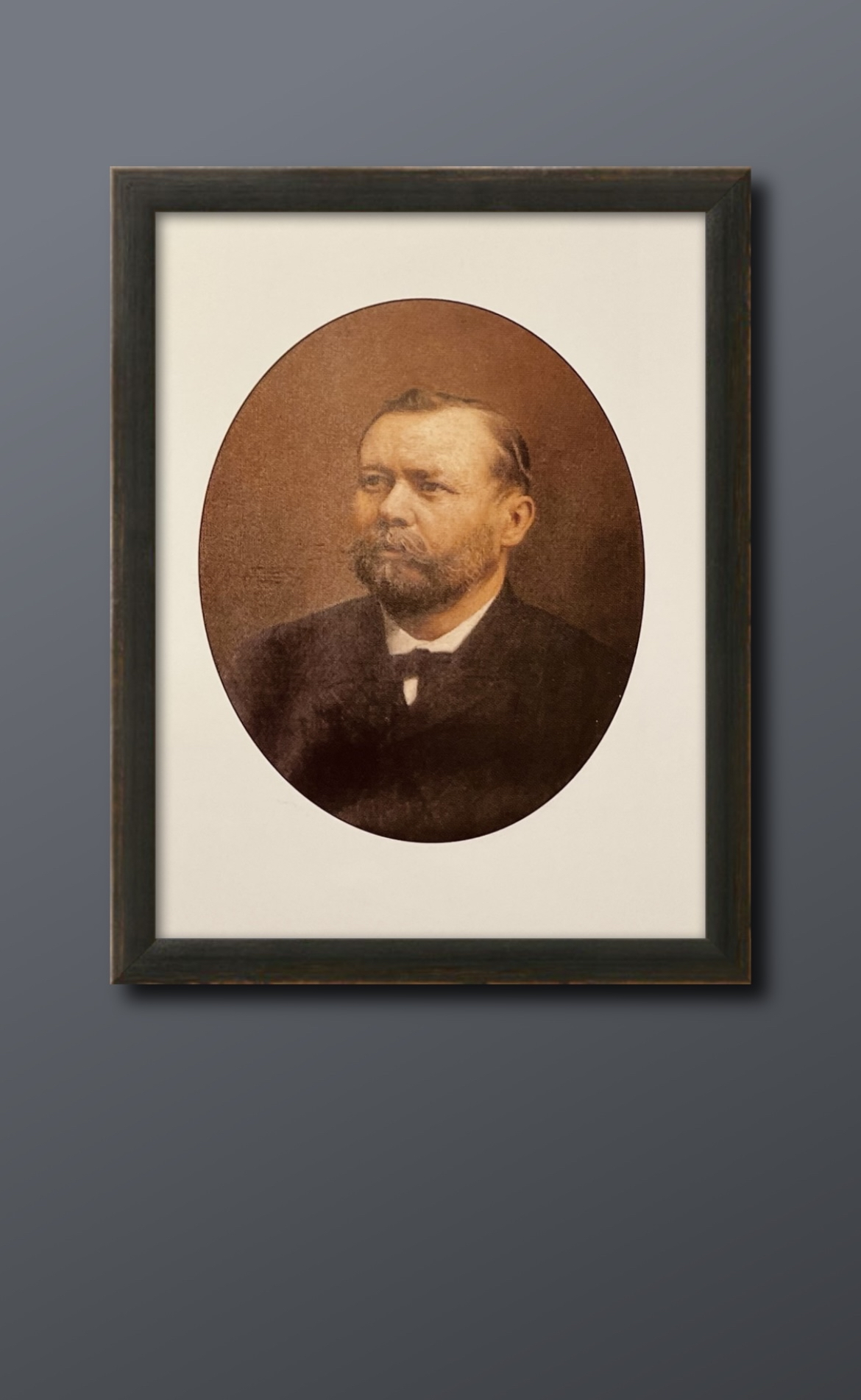
Wilhelm Schmitz später Schmitz-Scholl (1831–1887) Archivfoto Mülheimer Kunstverein KKRR

Villa Schmitz-Scholl ist eine Unternehmervilla in Mülheim an der Ruhr. Das ehemals freistehende repräsentative Wohngebäude VILLA ARTIS wurde um 1850 für die Gründerfamilie des Tengelmann-Twenty-One-Konzerns Wilhelm Schmitz (1831–1887) hergerichtet. Später diente es über mehrere Jahrzehnte u. a. Carl Nedelmann (1867–1947) als Nebenhaus. Das Bauwerk steht seit 1988 unter Denkmalschutz.

## Lage
Das heute öffentlich zugängliche Grundstück der Villa liegt direkt am Innenstadtpark „Ruhranlage“ in der Innenstadt von Mülheim an der Ruhr in der Ruhrstraße mit ihren Jugendstilbauten.

## Architektur
Die ursprünglich freistehende Villa Artis wurde um 1820 erbaut und zunächst als Kontorhaus mit Kolonialwarenlager durch Johann Wilhelm Meininghaus (1790–1869) und seine Frau Henriette geb. Troost (1796–1876) geprägt, die diesen Besitz 1856 mit Ludwig Lindgens (1824–1910) tauschten.
Fest steht danach, dass später Gebäudeteile abgerissen wurden bzw. mehrfach überformt wurden und die zunächst freistehenden Villen in der Ruhrstraße miteinander verbunden wurden. Der Umbau wurde von den Architekten Pfeifer und Großmann verwirklicht.
Zu der ungewöhnlichen Jugendstilarchitektur wird von Roland Günter in seinem Buch Die Kunstdenkmäler des Rheinlandes in Bezug auf das markante Eingangsportal an der Ruhrstraße 3 auf das Portal der Londoner Whitechapel Art Gallery von Townsend hingewiesen. An der Hauptfassade sind im Giebelbereich Basilisken, Schlangen und Insekten dargestellt. An der zur Ruhr gewandten Rückseite wurde ein Erker mit Zwiebelturm angebaut.

## Nutzung
Nachgewiesen ist die Wohnnutzung durch die Familie von Wilhelm Schmitz (1831–1887, später Schmitz-Scholl) und Luise Schmitz-Scholl, geb. Scholl (1834–1888), und dessen finanziellen Teilhabers und Mühlenbesitzers Ludwig Lindgens (1824–1910), der 1862 aus der Villa mit seiner Frau Gertrud Lindgens, geb. Rühl (1837–1897), auszog. Wilhelm Schmitz–Scholl erwarb den Besitz für 5000 Taler. Von seinen fünf Kindern soll sich später Wilhelm (1861–1927) um das Anwesen in der Ruhrstraße 3–5 gekümmert haben. Später wohnte Wilhelm (1861–1927) in der Ruhrstraße 32.
Nach Auszug der Familie Schmitz-Scholl wurde von Baumeister Ernst Niebel für den Mülheimer Industriellen Carl Nedelmann (1867–1947) das Haus zusammen mit der Errichtung der sog. Villa Nedelmann an der Delle Nr. 50 neben dem historischen Gebäude der Mülheimer Casinogesellschaft im Innenstadtpark „Ruhranlage“ die Villa Schmitz-Scholl erneut umgestaltet, insbesondere der Stuck an der Fassade wurde nunmehr der Villa Nedelmann angepasst.
Von 1955 bis 2012 wurde die Villa Schmitz-Scholl u. a. von der Gesellschaft für Stromwirtschaft (GfSt) genutzt, die unmittelbar an die Giebelseite der Villa Schmitz-Scholl von 1954 bis 1956 einen viergeschossigen Verwaltungsbau durch die Architekten Pfeifer und Großmann anbauen ließ – die Villa Artis wurde in dieses Bauvorhaben einbezogen und erneut umgebaut, der mit Bauhauselementen seit 2014 unter Denkmalschutz steht.
Seit 2012 wird die Villa Schmitz-Scholl als Kunstmuseum, Kunstgalerie und Atelierhaus von örtlichen Kunstvereinigungen genutzt.